# Wulbari
Wulbari je stvarnik in bog neba, pri Akanih v Gani.  Ljudi je po verigi spuščal z neba na zemljo. Preden se judje rodijo prebivajo pri njem v nebesih. Wulbari je mož boginj Asase Afua in Asase Ja.